# بوتوسي
بوتوسي أو بوتوشي (بالاسبانية: Potosí) هي مدينة وعاصمة إدارة بوتوسي في الجنوب الغربي لبوليفيا.
تعدّ بوتوسي من أعلى المدن في العالم من حيث الارتفاع عند 4090 متر (13,420 قدم). يبلغ عدد سكان المدينة 164,481 لعام 2007.
تقع بوتوسي على سفوح جبل سيرو ريكو (الجبل الغني) وهو الجبل الذي يعتقد بأنه مصنوع من فلز الفضة والتي اشتهرت المدينة بإنتاجها لها. بعتبر هذا الجبل هو سبب الشهرة التاريخية لمدينة بوتوسي، حيث كانت المدينة المزود الرئيسي للفضة إلى إسبانيا أثناء دخول الإمبراطورية الإسبانية للعالم الجديد.

## التركيب الجغرافي
يقع جبل سيرو روك في بوتوسي في حزام القصدير البوليفي، وهو أكبر مخزون من الفضة في العالم، وقد تم استخراجه منذ القرن السادس عشر، حيث أنتج ما يصل إلى 60.000 طن بحلول عام 1996. تشير التقديرات إلى أن الكثير من الفضة لا تزال موجودة في المناجم. أصبحت بوتوسي ثاني أكبر مدينة وموقع المناجم الأول في الأمريكتين. بحلول عام 1891، أدى انخفاض أسعار الفضة إلى التغيير في تعدين القصدير، والذي استمر حتى عام 1985. وفي ذروة الإنتاج في القرنين السادس عشر والسابع عشر، احتوى المعدن الخام على ما يصل إلى 40٪ من الفضة.
توجد رواسب الخام في الأوردة الجيولوجية الموجودة في القبة البركانية الداسيت. التل عبارة عن «خلية نحل» مع أعمال تحت الأرض، تمتد من القمة إلى أعماق 1150 مترًا (3770 قدمًا). التل المخروطي له غطاء غوسان بني محمر من أكاسيد الحديد والكوارتز، مع داسيت متغير باللون الأزرق الرمادي والعديد من مقالب المناجم أدناه.
تتكون صخور الأساس من رواسب أوردوفيشي كلاستيكية تتكون من الفيلايت مع بعض تداخل الحجر الرملي. في حوالي 13.8 مليون سنة، تم بثق القبة أثناء عملية التفجير وتشكلت فينوس بريشيا عندما تفاعلت صهارة الداسيت الصاعد مع المياه الجوفية لإنتاج ثوران بركاني. سمح الضغط المنطلق بتشكيل حلقة كاراكولس على قمة بريشيا. ثم انبثقت الصهارة إلى الخارج من السد لتشكيل قبة بركانية فوق الحافة. تبلغ قبة الداسيت 1700 متر (5600 قدم) في 1200 متر (3900 قدم) على السطح وتضيق إلى 100 متر (330 قدمًا) السد في العمق. سرعان ما تبع ذلك تكسير وتكسير الدورة الحرارية المائية، مما أدى إلى تغيير الداسيت وإيداع المعادن الخام والشوائب في الأوردة.

## أصل التسمية
لا يوجد أصل موثوق لكلمة بوتوسي. وفقًا للأسطورة في حوالي عام 1462، انطلق واينا كاباك، وهو الإمبراطور الحادي عشر من سابا إنكا لما كان يُعرف آنذاك باسم إمبراطورية الإنكا «في منطقة Ccolque و Andaccaua، حيث تم أخذ مناجمه التي أخذت منها أوروبا لا حصر لها من الفضة» (arroba هي وحدة إسبانية من الوزن تعادل حوالي 25 رطلاً (11 كجم)). قبل أن يغادر هناك، رأى بوتوسي، وقد أعجب بجمالها وعظمتها، قال (متحدثًا إلى أولئك الذين في بلاطه):

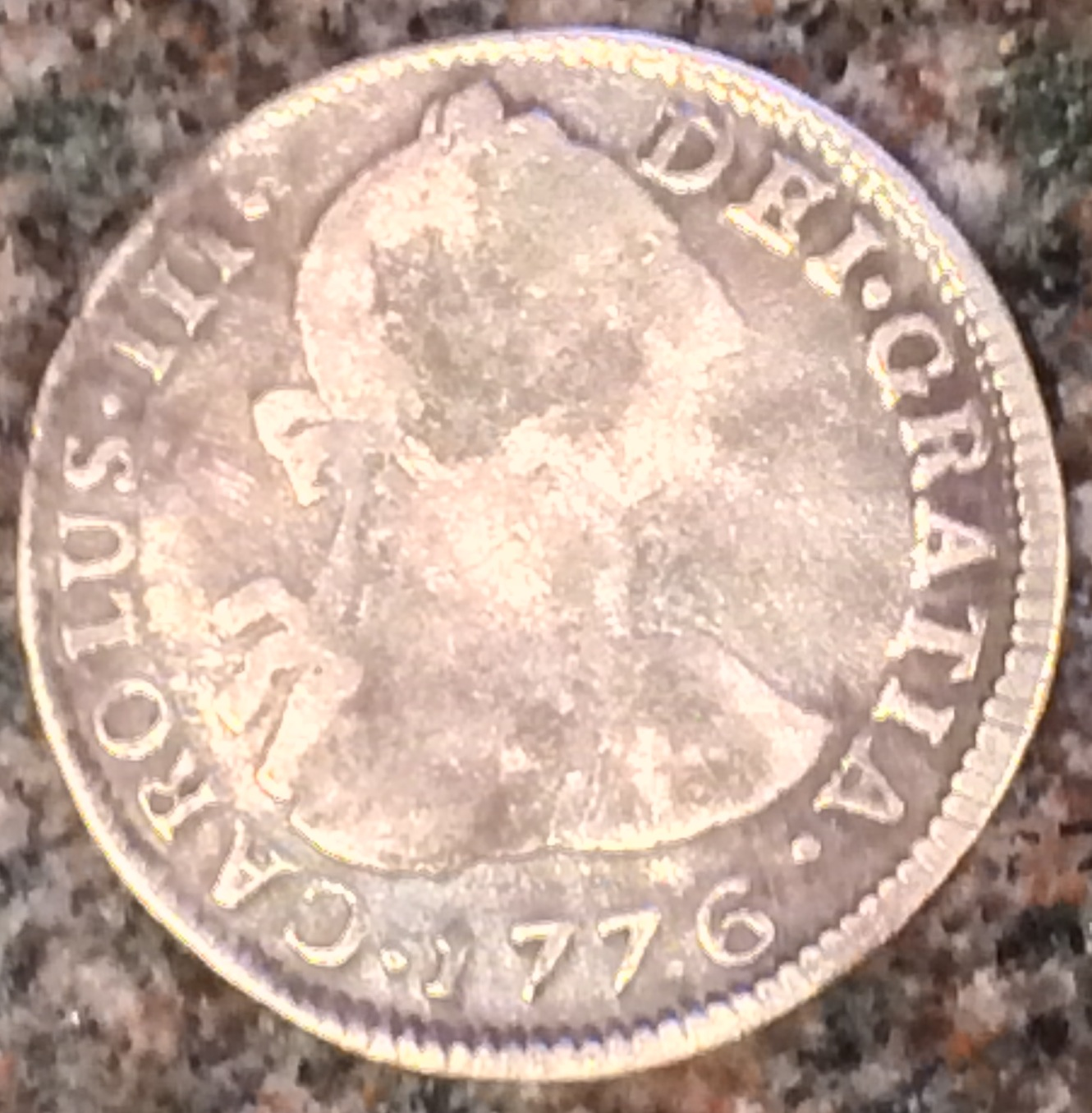
قطعة ذات ريلين استعماري إسباني «قطعتان») من دار سك بوتوسي

يُعتقد أن كلمة بوتوسي هي من كلمة كيتشوا. وبالتالي، إذا تضمنت بوتوسي فكرة الضوضاء الرعدية، فسيكون للموقع جذر أيماري بدلاً من كيتشوان. [بحاجة لمصدر]

الهيكل الحاد الفعلي للمصطلح يتعارض مع طبيعة كل من الأيمارا والكيشوا. تفسير آخر، قدمه العديد من المتحدثين بلغة الكيتشوا،[صف بدقة] هو أن بوتوك هي كلمة صوتية تستنسخ صوت المطرقة ضد المعدن الخام، والتقاليد الشفوية أن المدينة اشتقت اسمها من هذه الكلمة.

## المناخ
تتميز مدينة بوتوسي بمناخ نادر لمدينة بهذا الحجم، نظرًا لارتفاعها الشديد الذي يزيد عن 4000 متر. شبه قاحل ومتوسط درجات الحرارة في أكثر الشهور دفئًا يجلس مباشرة على عتبة 10 درجات مئوية، يمتد مناخ المدينة إلى مناخ المرتفعات شبه الاستوائية (Cwc، وفقًا لتصنيف مناخ كوبن)، مع خصائص محيطية شبه قطبية ومناخ جبال الألب. الصيف بارد ورطب مع ارتفاعات يومية نادراً ما ترتفع فوق 20 درجة مئوية، بينما يتميز الشتاء بأيام أكثر برودة مع ليالي أكثر برودة بمتوسط 4 درجة مئوية. تنجم درجات الحرارة المنخفضة هذه عن النقص الشديد في هطول الأمطار خلال أشهر الشتاء مع الجفاف الناتج مما يؤدي إلى زيادة التباين في درجات الحرارة اليومية.
| البيانات المناخية لـبوتوسي         | البيانات المناخية لـبوتوسي | البيانات المناخية لـبوتوسي | البيانات المناخية لـبوتوسي | البيانات المناخية لـبوتوسي | البيانات المناخية لـبوتوسي | البيانات المناخية لـبوتوسي | البيانات المناخية لـبوتوسي | البيانات المناخية لـبوتوسي | البيانات المناخية لـبوتوسي | البيانات المناخية لـبوتوسي | البيانات المناخية لـبوتوسي | البيانات المناخية لـبوتوسي | البيانات المناخية لـبوتوسي |
| الشهر                              | يناير                      | فبراير                     | مارس                       | أبريل                      | مايو                       | يونيو                      | يوليو                      | أغسطس                      | سبتمبر                     | أكتوبر                     | نوفمبر                     | ديسمبر                     | المعدل السنوي              |
| ---------------------------------- | -------------------------- | -------------------------- | -------------------------- | -------------------------- | -------------------------- | -------------------------- | -------------------------- | -------------------------- | -------------------------- | -------------------------- | -------------------------- | -------------------------- | -------------------------- |
| متوسط درجة الحرارة الكبرى °م (°ف)  | 15 (59)                    | 15 (59)                    | 16 (61)                    | 17 (63)                    | 15 (59)                    | 14 (57)                    | 14 (57)                    | 15 (59)                    | 16 (61)                    | 18 (64)                    | 18 (64)                    | 17 (63)                    | 15.8 (60.4)                |
| المتوسط اليومي °م (°ف)             | 9 (48)                     | 9 (48)                     | 9 (48)                     | 8.5 (47.3)                 | 6.5 (43.7)                 | 5.5 (41.9)                 | 5 (41)                     | 6 (43)                     | 6.5 (43.7)                 | 9.5 (49.1)                 | 10 (50)                    | 10 (50)                    | 7.9 (46.2)                 |
| متوسط درجة الحرارة الصغرى °م (°ف)  | 3 (37)                     | 3 (37)                     | 2 (36)                     | 0 (32)                     | −2 (28)                    | −3 (27)                    | −4 (25)                    | −3 (27)                    | −1 (30)                    | 1 (34)                     | 2 (36)                     | 3 (37)                     | 0.1 (32.2)                 |
| الهطول مم (إنش)                    | 92 (3.6)                   | 86 (3.4)                   | 55 (2.2)                   | 13 (0.5)                   | 3 (0.1)                    | 1 (0.0)                    | 1 (0.0)                    | 3 (0.1)                    | 10 (0.4)                   | 20 (0.8)                   | 38 (1.5)                   | 75 (3.0)                   | 397 (15.6)                 |
| متوسط أيام هطول الأمطار (≥ 1.0 mm) | 17                         | 16                         | 12                         | 5                          | 1                          | 0                          | 0                          | 1                          | 2                          | 5                          | 7                          | 14                         | 80                         |
| ساعات سطوع الشمس اليومية           | 6                          | 6                          | 7                          | 8                          | 9                          | 9                          | 9                          | 9                          | 8                          | 8                          | 7                          | 7                          | 7.75                       |
| المصدر: WeatherWorld               |                            |                            |                            |                            |                            |                            |                            |                            |                            |                            |                            |                            |                            |

## مدن شقيقة
- سان لويس بوتوسي، المكسيك

## أعلام
- غريغوريو باتشيكو
- ألفارو ألونسو باربا
- إينيس كوردوفا
- سيفيرو فرنانديز
- خوسيه دي كوردوبا إي روجاس